# California (Blink-182)
California è il settimo album in studio del gruppo musicale statunitense Blink-182, pubblicato il 1º luglio 2016 dalla BMG Rights Management.

## Descrizione
Si tratta del primo album senza il cantante e chitarrista Tom DeLonge, sostituito da Matt Skiba, chitarrista anche degli Alkaline Trio. L'album è stato registrato ai Foxy Studios tra gennaio e marzo 2016 con il produttore John Feldmann. Prima del suo coinvolgimento, il trio ha iniziato a scrivere insieme alcuni mesi prima e completato decine di brani. Ad anticiparne l'uscita, il 27 aprile 2016 il gruppo ha pubblicato due brani, il singolo Bored to Death e Built This Pool.
Dall'album sono stati estratti anche i singoli She's Out of Her Mind e Home Is Such a Lonely Place, quest'ultimo previsto per il 18 aprile 2017.

## Tracce
1. Cynical – 1:55
2. Bored to Death – 3:55
3. She's Out of Her Mind – 2:42
4. Los Angeles – 3:03
5. Sober – 2:59
6. Built This Pool – 0:16
7. No Future – 3:45
8. Home Is Such a Lonely Place – 3:21
9. Kings of the Weekend – 2:56
10. Teenage Satellites – 3:11
11. Left Alone – 3:09
12. Open Season (Rabbit Hole) – 2:35
13. San Diego – 3:12
14. The Only Thing That Matters – 1:57
15. California – 3:10
16. Brohemian Rhapsody – 0:30

Traccia bonus nell'edizione giapponese
1. Hey I'm Sorry – 3:57

CD bonus nell'edizione deluxe del 2017
1. Parking Lot – 2:46
2. Misery – 3:51
3. Good Old Days – 3:23
4. Don't Mean Anything – 2:46
5. Hey I'm Sorry – 3:56
6. Last Train Home – 3:21
7. Wildfire – 3:02
8. 6/8 – 3:47
9. Long Lost Feeling – 3:04
10. Bottom Of The Ocean – 3:27
11. Can't Get You More Pregnant – 0:34
12. Bored to Death (Acoustic) – 3:55

## Formazione
Gruppo
- Matt Skiba – voce, chitarra
- Mark Hoppus – voce, basso
- Travis Barker – batteria, percussioni

Altri musicisti
- Alabama Barker – pianoforte
- Jack Hoppus – cori
- DJ Spider – scratching

## Classifiche
| Classifica (2016)          | Posizione massima |
| -------------------------- | ----------------- |
| Australia                  | 2                 |
| Austria                    | 2                 |
| Belgio (Fiandre)           | 9                 |
| Belgio (Vallonia)          | 25                |
| Canada                     | 1                 |
| Francia                    | 38                |
| Germania                   | 3                 |
| Giappone                   | 38                |
| Irlanda                    | 5                 |
| Italia                     | 4                 |
| Norvegia                   | 18                |
| Nuova Zelanda              | 4                 |
| Paesi Bassi                | 21                |
| Regno Unito                | 1                 |
| Regno Unito (rock & metal) | 1                 |
| Repubblica Ceca            | 1                 |
| Spagna                     | 19                |
| Stati Uniti                | 1                 |
| Stati Uniti (alternative)  | 1                 |
| Stati Uniti (rock)         | 1                 |
| Svezia                     | 26                |
| Svizzera                   | 3                 |